# こけら寿司 (和歌山県)
こけら寿司（こけらすし）は、和歌山県の郷土料理。押し寿司の一種。

## 概要
寿司飯の上に焼いてほぐした魚、シイタケ、ニンジン、卵などを乗せ、木枠で押し固めた寿司である。
寿司を押し固める木枠に、屋根をふく杮葺の板を用いたことから「こけら寿司」と呼ばれるようになったという説}、材木を削るときに出る木屑の「こけら」に見た目が似ているために「こけら寿司」と名付けられたとする説}、家を建てた祝いの際に食されていたため「こけら落とし」の語にちなむなど、名前の由来には諸説ある。

## 食べ方、食べる機会
ハレの日の食事として、夏祭りや秋祭り、祝い事の際にふるまわれていた。
時間が経って固くなったこけら寿司を焼いて食べることもされている。

## 地域ごとの特色
上にのせる具材は地域によってさまざまであり、以下に例示する。
和歌山市
田ノ浦漁港近辺
かつては、魚の供養とその年の豊漁を祈願して夏祭りをおこなっていた。
このときに春から夏にかけてとれるヒメジやエソを使ったこけら寿司を振る舞っていた。
雑賀崎
底引網漁で水揚げされるエソのそぼろを使用する。
エソの身を柔らかくするために包丁でトントンと叩くことから、「トントンずし」とも呼ばれる。
松江
エビや鯛のほぐし身と寿司飯を重ねてつくる。
エビの代えて赤魚を使うこともある。
那智勝浦町
黒豆や川エビ、シイタケ、高野豆腐、ニンジンなどを使用する。
寿司の仕切りに、夏祭りの頃はバショウの葉を、秋祭りや正月の頃は高菜の葉を使う。
海南市下津町
戸坂漁港では古くからハモ漁が盛んであり、ハモのそぼろでこけら寿司が作られる。